# Aeroporto di Figari Corsica del Sud
L'Aeroporto di Figari Corsica del Sud (IATA: FSC, ICAO: LFKF) (in francese: Aéroport de Figari Sud Corse, in corso: Aeroportu di Figari Corsica Suttana) è un aeroporto francese situato in Corsica a 25 km a nord-ovest di Bonifacio, 20 km da Porto Vecchio e a 4 km da Figari nel dipartimento della Corsica del Sud.

## Descrizione
Si trova a Figari, è aperto ai voli regolari e stagionali, ai voli privati, al volo strumentale e al volo a vista.
Il traffico nel 2006 era di 302.374 passeggeri contro 266.231 nel 2005, che lo rendono il terzo aeroporto della Corsica.
Figari dispone dell'aeroporto con la pista più lunga dell'isola che permette di accogliere i Boeing 747 e anche gli Airbus A340.
L'aeroporto di Figari era servito da Air Alpes, TAT, EAS, Point Air, Air Liberté, Air Littoral, Air Lib, Kyrnair, tutte compagnie fallite.
Oggi l'aeroporto di Figari è servito da Air France attraverso la CCM Airlines e nella stagione estiva anche attraverso la Brit Air. Dal luglio 2009 sono aperte nuove rotte Ryanair.

## Andamento del traffico passeggeri
Questo grafico non è disponibile a causa di un problema tecnico.
Si prega di non rimuoverlo.
Vedi la query Wikidata di origine.